# Ray Hartmann
Ray Hartmann és un bateria canadenc. És conegut per ser el bateria del grup de thrash metal Annihilator en quatre dels seus àlbums.

## Annihilator
Tres anys després que el grup Annihilator hagués estat creat pel guitarrista Jeff Waters i el cantant John Bates, l'any 1987 Waters va conèixer Hartmann a Vancouver. Waters i Hartmann van gravar l'aclamat Alice in Hell (1989). Hartmann també va ser el bateria en el segon àlbum, el Never, Neverland (1990). L'any 1992 Hartmann va abandonar Annihilator. Tot i això, Ray Hartmann també va ser el bateria en tres de les cançons del següent àlbum d'Annihilator, el Set the World on Fire. A més també va ser el bateria en els concerts que van servir per editar l'àlbum en directe In Command.
Ray Hartmann es va tornar a unir a Annihlator l'any 1999. En aquesta segona etapa amb Annihilator, Hartmann va ser el bateria en els àlbums Criteria for a Black Widow (2000) i Carnival Diablos (2001). Després del Carnival Diablos va tornar a abandonar el grup.

## Stress Factor 9
Des de l'any 2005 és el bateria del grup Stress Factor 9 juntament amb el qual també havia estat cantant d'Annihilator en els àlbums Alice in Hell i Criteria for a Black Widow, Randy Rampage.